# Corbon (Orne)
Pour les articles homonymes, voir Corbon.
Corbon est une commune française, située dans le département de l'Orne en région Normandie, peuplée de 112 habitants.

## Géographie
La commune est au cœur du Perche. Son bourg est à 11 km au sud-est de Mortagne-au-Perche, à 12 km au nord-est de Bellême et à 13 km à l'ouest de Rémalard.
Le point culminant (222 / 223 m) se situe au nord, au mont Ligeon. Le point le plus bas (132 m) correspond à la sortie de l'Huisne du territoire, à l'ouest.
| Courgeon          | Courgeon, La Chapelle-Montligeon                   | La Chapelle-Montligeon                                              |
| Mauves-sur-Huisne | Corbon                                             | Cour-Maugis sur Huisne (comm. dél. de Maison-Maugis et Courcerault) |
| Mauves-sur-Huisne | Cour-Maugis sur Huisne (comm. dél. de Courcerault) | Cour-Maugis sur Huisne (comm. dél. de Courcerault)                  |

### Hydrographie
La commune est située dans le bassin Loire-Bretagne. Elle est drainée par l'Huisne, la Villette et le ruisseau de Cavru,.
L'Huisne, d'une longueur de 165 km, prend sa source dans la commune de Belforêt-en-Perche et se jette  dans la Sarthe à Mans, après avoir traversé 36 communes. 
La Villette, d'une longueur de 17 km, prend sa source dans la commune de Tourouvre au Perche et se jette  dans l'Huisne sur la commune, après avoir traversé six communes. 

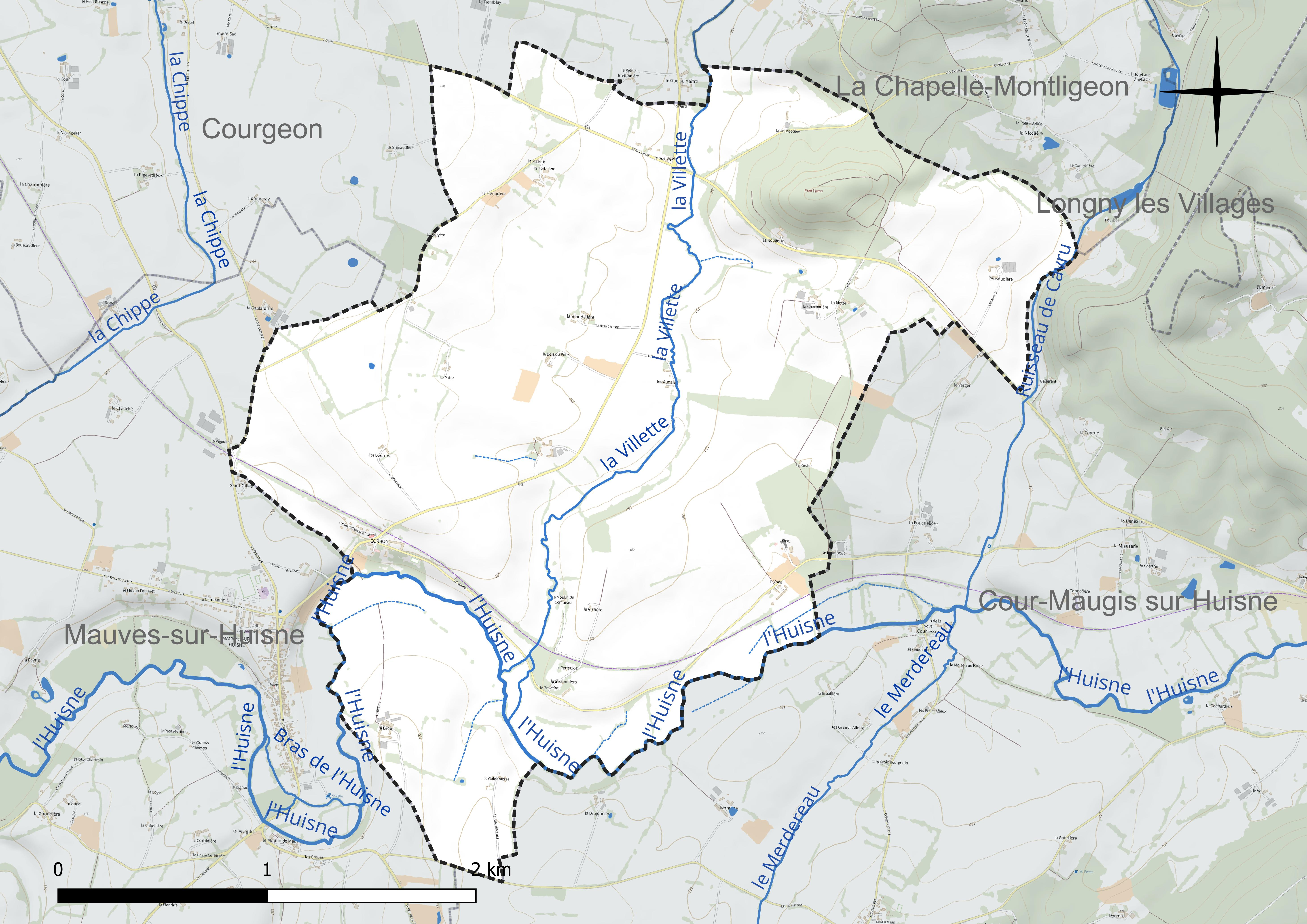
Réseau hydrographique de Corbon.

### Climat
Pour des articles plus généraux, voir Climat de la Normandie et Climat de l'Orne.
En 2010, le climat de la commune est de type climat océanique dégradé des plaines du Centre et du Nord, selon une étude du CNRS s'appuyant sur une série de données couvrant la période 1971-2000. En 2020, Météo-France publie une typologie des climats de la France métropolitaine dans laquelle la commune est exposée à un climat océanique altéré et est dans la région climatique Normandie (Cotentin, Orne), caractérisée par une pluviométrie relativement élevée (850 mm/a) et un été frais (15,5 °C) et venté. Parallèlement le GIEC normand, un groupe régional d’experts sur le climat, différencie quant à lui, dans une étude de 2020, trois grands types de climats pour la région Normandie, nuancés à une échelle plus fine par les facteurs géographiques locaux. La commune est, selon ce zonage, exposée à un « climat contrasté des collines », correspondant au Pays d'Ouche et au Perche et bénéficiant d’un caractère continental affirmé avec des précipitations atténuées et des amplitudes thermiques fortes.
Pour la période 1971-2000, la température annuelle moyenne est de 10,7 °C, avec une amplitude thermique annuelle de 13,9 °C. Le cumul annuel moyen de précipitations est de 767 mm, avec 12,1 jours de précipitations en janvier et 7,8 jours en juillet. Pour la période 1991-2020, la température moyenne annuelle observée sur la station météorologique la plus proche, située sur la commune de Mortagne-au-Perche à 9 km à vol d'oiseau, est de 11,5 °C et le cumul annuel moyen de précipitations est de 802,0 mm,. Pour l'avenir, les paramètres climatiques de la commune estimés pour 2050 selon différents scénarios d’émission de gaz à effet de serre sont consultables sur un site dédié publié par Météo-France en novembre 2022.

## Urbanisme

### Typologie
Au 1er janvier 2024, Corbon est catégorisée commune rurale à habitat très dispersé, selon la nouvelle grille communale de densité à sept niveaux définie par l'Insee en 2022. Elle est située hors unité urbaine. Par ailleurs la commune fait partie de l'aire d'attraction de Mortagne-au-Perche, dont elle est une commune de la couronne,. Cette aire, qui regroupe 25 communes, est catégorisée dans les aires de moins de 50 000 habitants,.

### Occupation des sols
L'occupation des sols de la commune, telle qu'elle ressort de la base de données européenne d’occupation biophysique des sols Corine Land Cover (CLC), est marquée par l'importance des territoires agricoles (95,7 % en 2018), une proportion identique à celle de 1990 (95,7 %). La répartition détaillée en 2018 est la suivante : terres arables (67,7 %), prairies (28 %), forêts (4,3 %). L'évolution de l’occupation des sols de la commune et de ses infrastructures peut être observée sur les différentes représentations cartographiques du territoire : la carte de Cassini (XVIIIe siècle), la carte d'état-major (1820-1866) et les cartes ou photos aériennes de l'IGN pour la période actuelle (1950 à aujourd'hui).

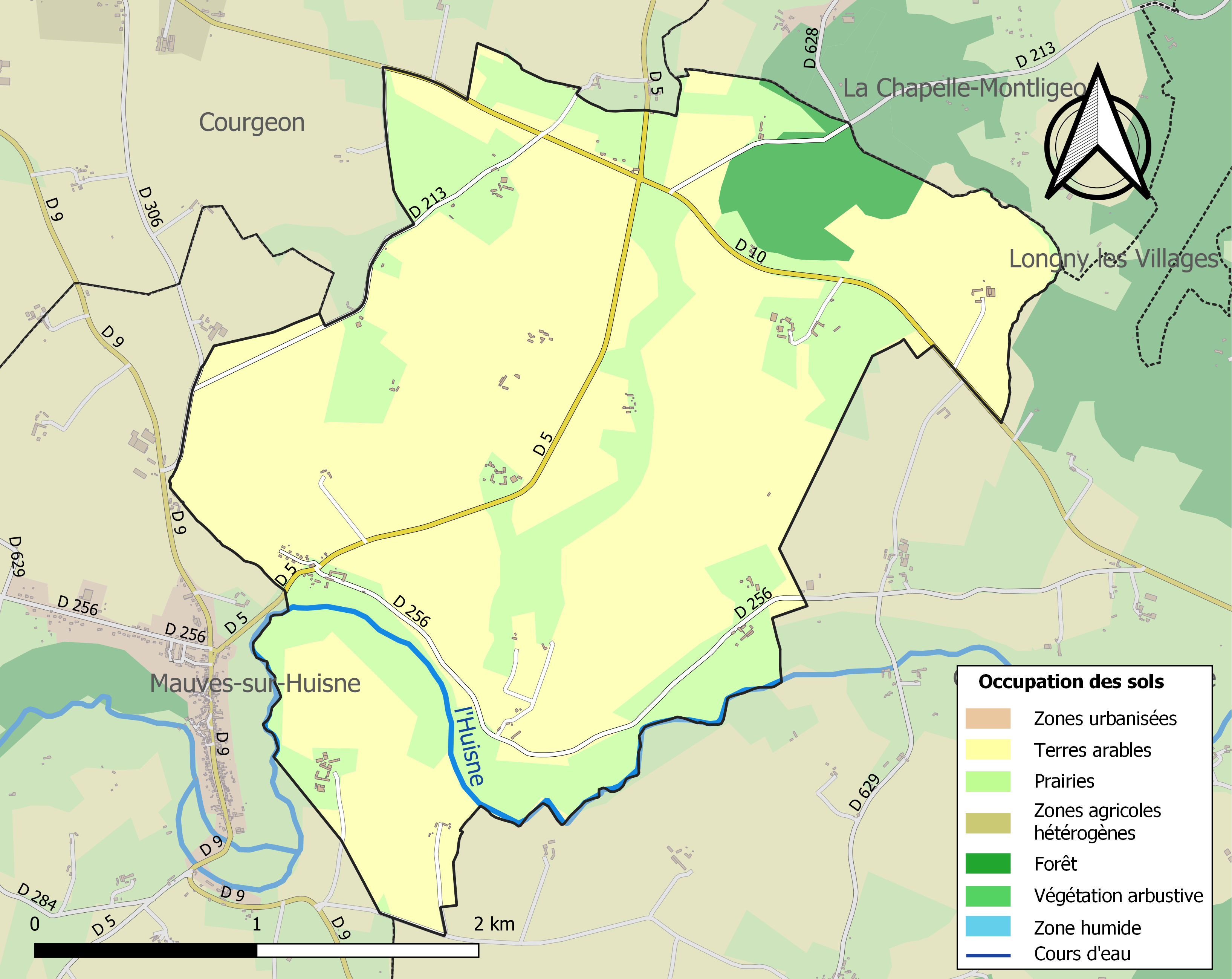
Carte des infrastructures et de l'occupation des sols de la commune en 2018 (CLC).

## Toponymie
Corbos, « le Corbeau », affecté de la désinence -on du cas régime gaulois. Corbon pourrait être ici un anthroponyme gaulois, relativement courant.
Le gentilé est Corbonnais.

## Histoire
À l'époque carolingienne, Corbon est la capitale du haut Perche (pagus Corbonnensis).
Corbon fut temporairement le chef-lieu du Corbonnais, région formé des régions de Mortagne et de Bellême, puis transféré à Mortagne.

## Politique et administration
| Période   | Période   | Identité                 | Étiquette | Qualité             |
| --------- | --------- | ------------------------ | --------- | ------------------- |
| 1809      | 1830      | Mathurin Étienne Mercier |           | Propriétaire        |
|           |           |                          |           |                     |
| 1977      | mars 2001 | Bernard Gouin            | SE        | Agriculteur         |
| mars 2001 | mars 2014 | Pierre Lesueur           | SE        |                     |
| mars 2014 | mai 2020  | Bruno Bouet              | SE        | Comptable           |
| mai 2020  | En cours  | Sarah Beroud Falconnet   | SE        | Éducatrice sportive |

Le conseil municipal est composé de onze membres dont le maire et un adjoint.

## Démographie
L'évolution du nombre d'habitants est connue à travers les recensements de la population effectués dans la commune depuis 1793. Pour les communes de moins de 10 000 habitants, une enquête de recensement portant sur toute la population est réalisée tous les cinq ans, les populations de référence des années intermédiaires étant quant à elles estimées par interpolation ou extrapolation. Pour la commune, le premier recensement exhaustif entrant dans le cadre du nouveau dispositif a été réalisé en 2005.
En 2022, la commune comptait 112 habitants, en évolution de −18,84 % par rapport à 2016 (Orne : −3,21 %, France hors Mayotte : +2,11 %).
Corbon a compté jusqu'à 376 habitants en 1821.
| 1793 | 1800 | 1806 | 1821 | 1836 | 1841 | 1846 | 1851 | 1856 |
| ---- | ---- | ---- | ---- | ---- | ---- | ---- | ---- | ---- |
| 336  | 316  | 331  | 376  | 301  | 316  | 322  | 341  | 306  |

| 1861 | 1866 | 1872 | 1876 | 1881 | 1886 | 1891 | 1896 | 1901 |
| ---- | ---- | ---- | ---- | ---- | ---- | ---- | ---- | ---- |
| 294  | 264  | 261  | 257  | 246  | 205  | 208  | 212  | 192  |

| 1906 | 1911 | 1921 | 1926 | 1931 | 1936 | 1946 | 1954 | 1962 |
| ---- | ---- | ---- | ---- | ---- | ---- | ---- | ---- | ---- |
| 189  | 180  | 152  | 165  | 175  | 150  | 153  | 155  | 159  |

| 1968 | 1975 | 1982 | 1990 | 1999 | 2005 | 2006 | 2010 | 2015 |
| ---- | ---- | ---- | ---- | ---- | ---- | ---- | ---- | ---- |
| 126  | 116  | 91   | 108  | 143  | 129  | 129  | 152  | 137  |

| 2020 | 2022 | - | - | - | - | - | - | - |
| ---- | ---- | - | - | - | - | - | - | - |
| 116  | 112  | - | - | - | - | - | - | - |

## Culture locale et patrimoine

### Lieux et monuments

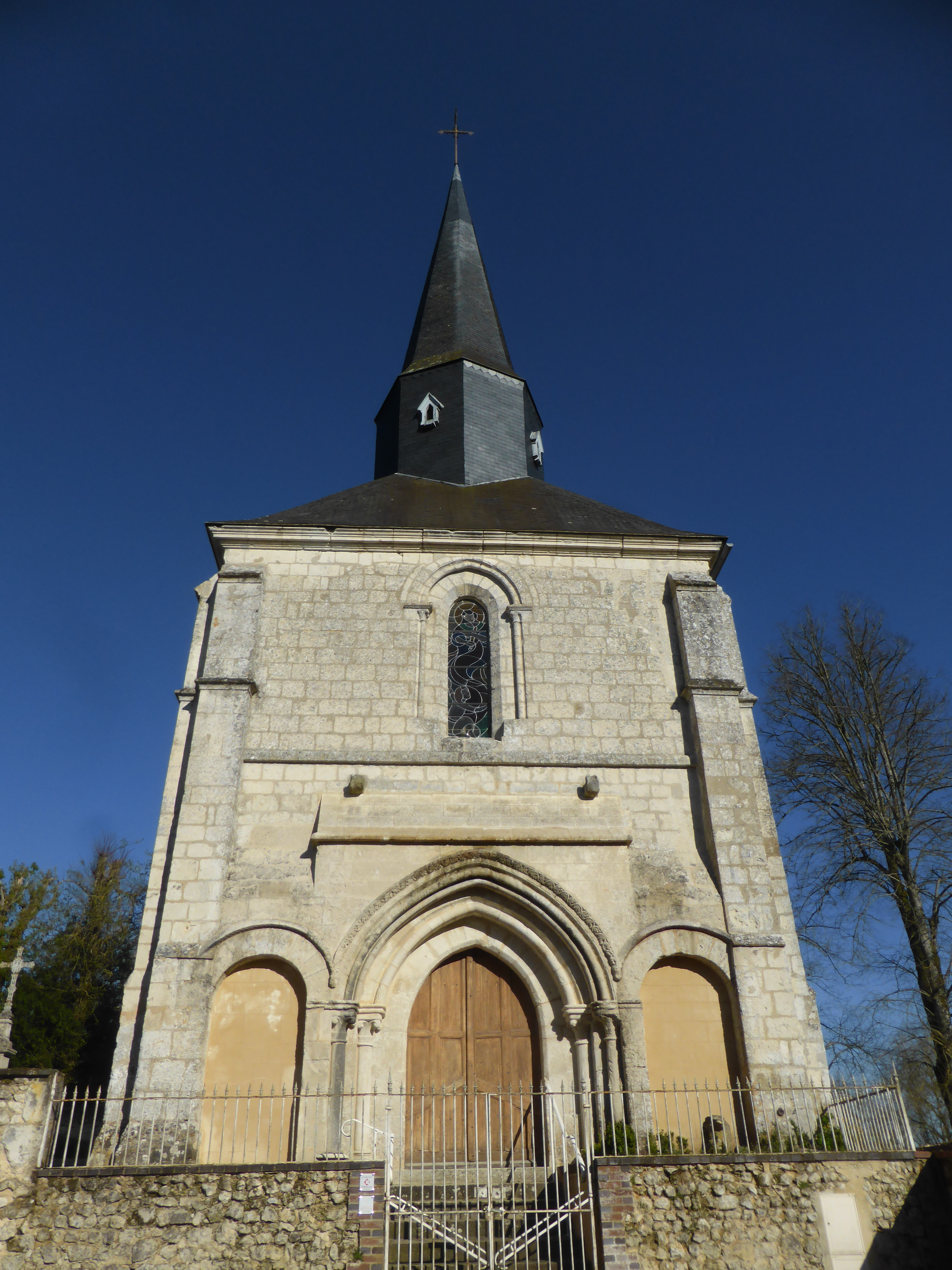
Clocher de l'église Saint-Martin.

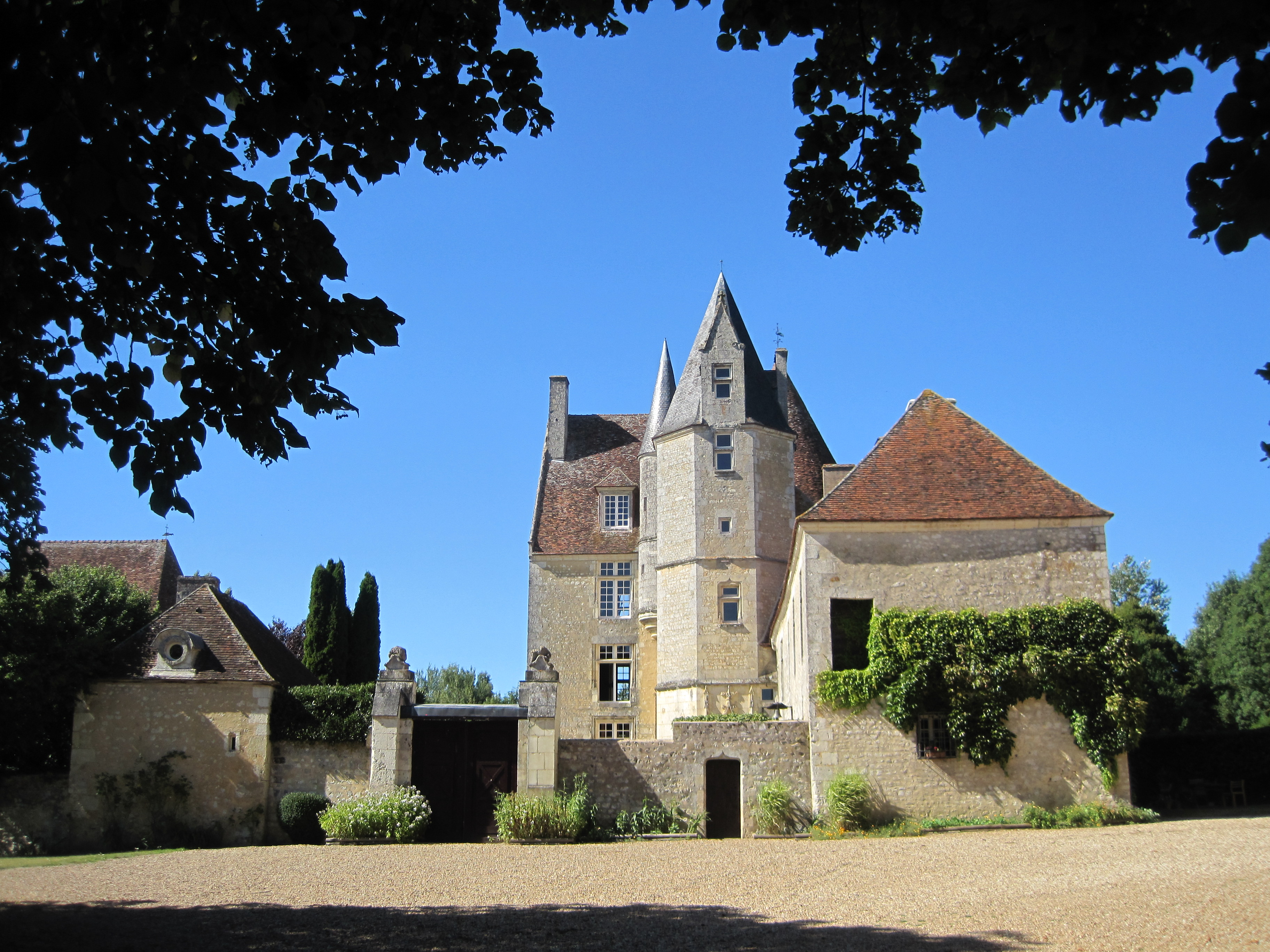
Manoir de la Vove.

- Église Saint-Martin, d'architecture romane, remaniée. Elle abrite un maitre-autel, deux autels secondaires et leurs retables, du XVIIIe siècle, classés au titre objet aux monuments historiques[29]. La cloche, du XVIIe siècle, est également classée au même titre[30].
- Manoir de la Vove des XVe, XVIe, XVIIe et XVIIIe siècles et sa chapelle du XVIe siècle, classés au titre des monuments historiques[31].

### Héraldique
| Blason de Corbon | Blason  | Coupé: au 1er de gueules au cheval gai d'or, au 2e de sable à six besants d'argent 3, 2 et 1 ; au double trécheur du même brochant sur le tout. |
| Blason de Corbon | Détails | Le statut officiel du blason reste à déterminer.                                                                                                |